# موج‌سواری رودخانه

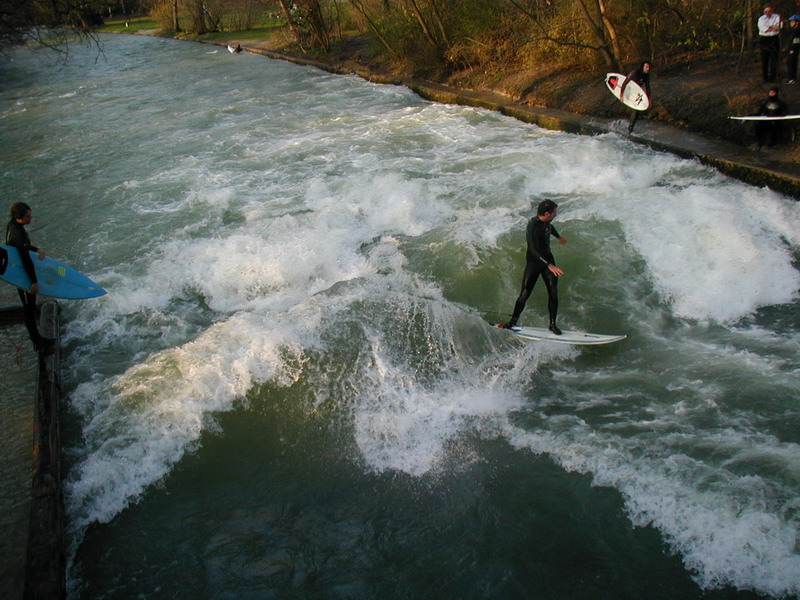
موج سواری بر روی امواج ایستای رود مصنوعی آیسباخ بزرگترین مرکز موج سواری رودخانه در مونیخ.

موج سواری رودخانه گونه ای از ورزش موج سواری بر روی امواج رودخانه است که به شکل ایستا وجود داشته‌اند یا به دلیل جزر و مد به وجود آمده‌اند. به احتمال زیاد این گونه از موج سواری در سال ۱۹۵۵ و در طول ۲.۴ کیلومتری رودخانه سورن، طولانی‌ترین رود در انگلستان انجام شده‌است. اما نخستین موج سواری بر روی امواج ایستا نخستین بار در سال ۱۹۷۰ و در مونیخ آلمان انجام گشت، هم‌اکنون این شهر دارای بزرکترین مرکز موج سواری درون شهری است. 
امواج ایستا، امواجی هستند که معمولاً به‌طور ثابتی وجود دارند و در اثر برخورد آب رودخانه به سطح سنگ‌ها و جهش هیدرولیکی آب پدید می ایند.